# Мангер, Чарльз
Ча́рльз То́мас Ма́нгер (англ. Charles Thomas Munger; 1 января 1924, Омаха, Небраска — 28 ноября 2023, Санта-Барбара, Калифорния) — американский адвокат, экономист и профессиональный инвестор. На момент смерти его состояние оценивалось в 2,2 млрд долларов США. Мангер занимал пост вице-председателя совета директоров холдинговой компании Berkshire Hathaway, контролируемой Уорреном Баффетом, который более полувека считал его своей правой рукой в бизнесе.

## Биография
Чарльз Мангер, сын адвоката и внук федерального судьи, изучал математику и физику в Мичиганском университете. Во время Второй мировой войны служил метеорологом на Аляске. После войны, в 1948 году, окончил Гарвардскую школу права и начал успешную юридическую практику в Лос-Анджелесе.
В 1962 году Мангер учредил своё инвестиционное товарищество, во многом похожее на товарищество Уоррена Баффета. Он инвестировал преимущественно в акции, котировавшиеся на бирже с большим дисконтом к их «справедливой стоимости». С 1962 по 1975 год товарищество Мангера давало 19,8 % в год, что практически в четыре раза превышало показатели по рынку.
В 1976 году состоялось слияние Berkshire и Blue Chip Stamps, где Мангер занял пост вице-председателя совета директоров.
Чарльз Мангер продолжал занимать пост вице-председателя совета директоров компании Berkshire Hathaway до своей смерти. Ранее Мангер также выполнял обязанности председателя совета директоров Wesco Financial, которая на 80 % принадлежала Berkshire и владела акциями тех же компаний, а затем в 2011 году была полностью поглощена Berkshire Hathaway.
Скончался 28 ноября 2023 года на 100-м году жизни.

## Теория
Деятельность Чарльза Мангера была живым воплощением качественного подхода к инвестициям, пропагандируемого Филиппом Фишером. С самого начала Мангер полностью признавал ценность компаний с хорошими качественными характеристиками и считал целесообразным платить за такие компании справедливую цену.